# Landesrat (Deutsch-Südwestafrika)
Der Landesrat war von 1909 bis 1915 ein beratendes Gremium in Deutsch-Südwestafrika und Teil der dortigen Selbstverwaltung.

## Geschichte
Die Kolonie Deutsch-Südwestafrika wurde von einem Gouverneur regiert, der vom Reich entsandt wurde. Um den deutschen Siedlern Mitsprachemöglichkeiten zu eröffnen, wurden mit Gouvernementsverfügung vom 18. Dezember 1899 die „Bezirksbeiräte“ geschaffen. Es handelte sich um berufsständische Vertretungen auf Bezirksebene. Je Bezirk wurde vom Bezirksamtmann ein „Beirat zur gutachtlichen Anhörung bei legislatorischen Maßnahmen“ benannt. Dieser bestand aus drei Personen: Je einem Vertreter der Farmer, der Handwerker und der Kaufleute.
Mit einer Verfügung des Reichskanzlers vom 24. Dezember 1903 wurde ein Gouvernementsrat geschaffen. Dieser bestand aus elf Farmern und Kaufleuten und höchstens ebenso vielen amtlichen, vom Gouverneur ernannten, Mitgliedern. Der Rat hatte ein Vorschlagsrecht bezüglich des Kolonialetats und wirkte beratend bezüglich der Politik des Gouverneurs mit. Aufgrund des Aufstandes der Herero und Nama trat der Rat vom 9. bis zum 17. November 1906 erstmals zusammen. Nach einer zweiten Sitzungsperiode vom 28. März bis zum 6. April 1908 wurde er 1910 durch den neuen Landesrat ersetzt.

## Zusammensetzung
Der Landesrat wurde am 28. Januar 1909 mit der „Verordnung des Reichskanzlers betr. die Selbstverwaltung von Deutsch-Südwestafrika“ geschaffen. Er trat erstmals im April 1910 zusammen. Er bestand aus 15 Mitgliedern, die von den 15 Bezirksräten gewählt wurden sowie aus 15 Mitgliedern, die vom Gouverneur ernannt wurden. Von diesen waren der Erste Referent des Gouvernements, der Oberrichter des Schutzgebietes sowie der Kommandeur der Schutztruppe qua Amt Mitglied des Landesrates. Mit der Verordnung des Reichskanzlers vom 11. März 1914 waren auch die Bürgermeister von Windhoek, Swakopmund, Lüderitzbucht und Keetmanshoop Mitglied des Rates, der damit 34 Mitglieder hatte.
Wählbar waren deutsche Staatsangehörige, die mindestens 30 Jahre alt waren und sich mindestens seit zwei Jahren in Südwestafrika aufhielten und dort Grundeigentum besitzen oder einen selbständigen Beruf ausüben.

### 1. Landesrat

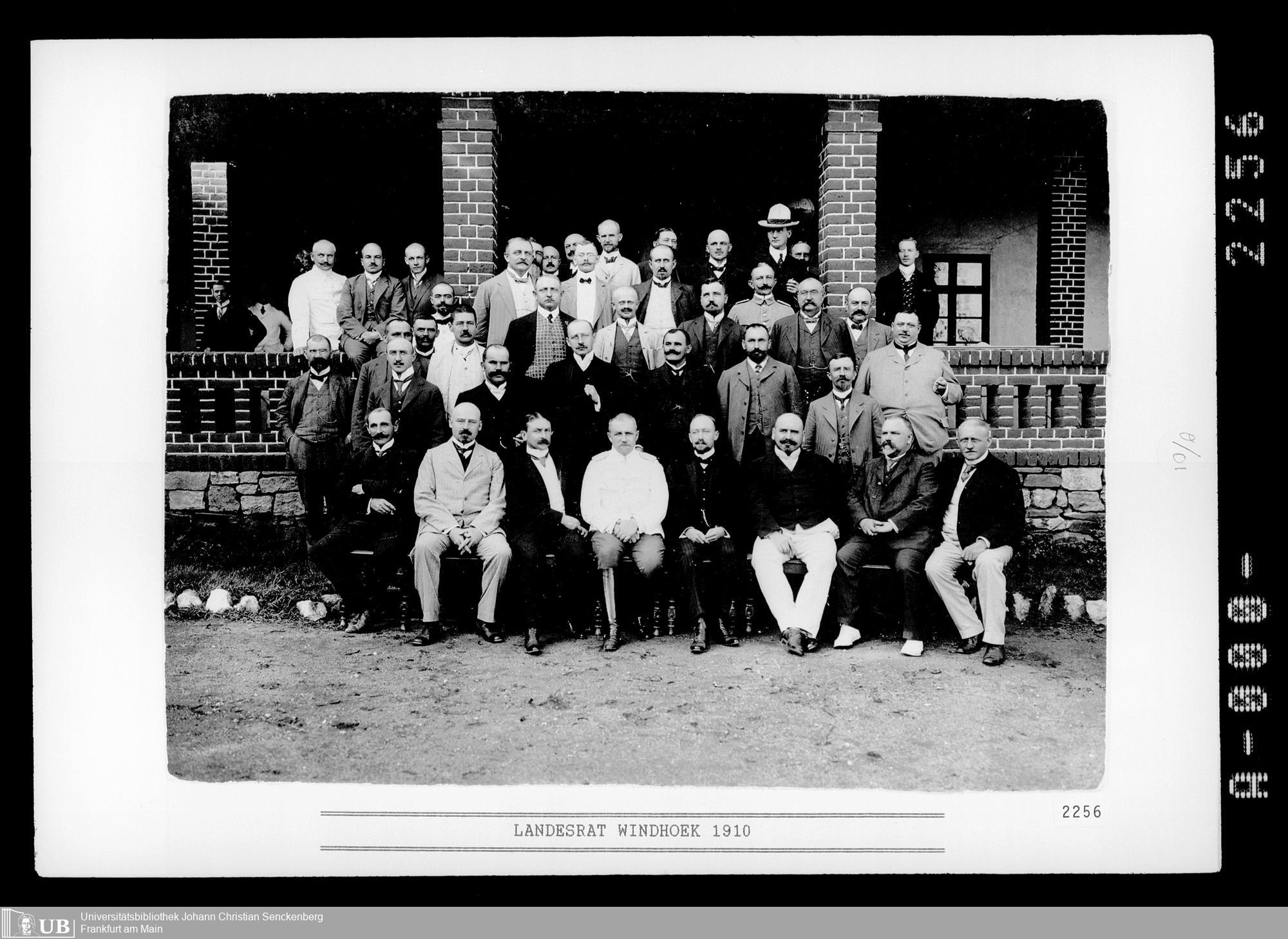
Landesrat 1910

Der 1. Landesrat wurde am 13. März 1910 bekanntgegeben und durch Veröffentlichung im Amtsblatt für Deutsch-Südwestafrika vom 1. April 1910 offiziell einberufen.
Gewählte Mitglieder
1. Hubert Janson, Farmer aus Franzfontein
2. Gustav Prion, Farmer, Farm Ondengaura
3. Gustav Voigts, Kaufmann aus Windhoek
4. Frank Schliemann, Gastwirt aus Usakos
5. Arnold Schad, Kaufmann aus Swakopmund
6. Albert Voigts, Farmer, Farm Voigtsgrund
7. Otto Forkel, Rechtsanwalt aus Keetmanshoop
8. Karl Weiß, Bergbautraibender und Hauptmann d. L. aus Lüderitzbucht
9. Rudolf Kindt, Redakteur aus Swakopmund
10. Axel Zillmann, Farmer, Farm Okaimpuru
11. Karl Goldbeck, Farmer, Farm Okahoa
12. Max Sievers, Farmer, Farm Naos
13. Hans Meyer, Farmer, Farm Nomtsas; wurde ab dem 30. April 1910 aufgrund einer Heimreise durch Hans Heinrich von Wolf ersetzt.[3]
14. Ferdinand Gessert, Farmer, Farm Sandverhaar
15. Adolf Klein, Farmer, Farm Lovedale

Ernannte Mitglieder
1. Kommandeur der Schutztruppe für Deutsch-Südwestafrika bzw. sein Stellvertreter
2. 1. Referent bzw. sein Stellvertreter
3. Oberrichter bzw. sein Stellvertreter
4. Carl Schlettwein, Farmer, Farm Otjitambi
5. Jakobus Lombard, Farmer, Farm Streydfontein; Mitte März 1912 durch August Goetz, Betriebsdirektor in Usakos, ersetzt.[4]
6. Paul Heimann, Bergwerksdirektor aus Tsumeb; Mitte März 1912 durch Ernst Goedecke, Farmer, Farm Streitdamm, ersetzt.[4]
7. Erich Rust, Farmer, Farm Ondekaremba
8. Max Fritzsche, Rechtsanwalt und Notar; (Bürgermeister von Windhoek?)
9. Otto Bohnstedt, Farmer, Farm Kaltenhausen
10. Eduard Wardesky, Kaufmann aus Swakopmund
11. Eugen Mansfeld, Kaufmann aus Swakopmund
12. Hermann Brandt, Farmer aus Marienthal
13. Johann Wittmann, Farmer, Farm Naute
14. August Stauch, Direktor von Kolmanskuppe
15. Hugo Abraham, Kaufmann aus Gobabis